# Ça n'finira jamais
Singles de Johnny Hallyday
Que restera-t-il ?
(2008) Et maintenant
(2009)
Ça n'finira jamais est une chanson écrite par Patrice Guirao, composée par Calogero et Gioacchino Maurici et interprétée par Johnny Hallyday, figurant sur l'album Ça ne finira jamais. Elle sort en single le 10 novembre 2008.

## Singles
1. Ça n'finira jamais 3:59
2. Croire en l'homme 3:20

Les auteurs et compositeurs du second titre sont Kevin Roentgen, Pierre Yves Lebert et Olivier Leiber.
L'édition collector du single contient le clip de Ça n'finira jamais.

## Classements hebdomadaires
| Classement (2008)                       | Meilleure position |
| --------------------------------------- | ------------------ |
| Belgique (Wallonie Ultratop 50 Singles) | 12                 |
| France (SNEP)                           | 1                  |